# S, P eller K: Popprinsesse
S, P eller K: Popprinsesse (orig.: Truth or Dare, Kiss or Promise: Princess of Pop) er en romantisk ungdomsroman skrevet af Cathy Hopkins og udgivet i Danmark i 2007 på Gyldendal. Bogen er oversat fra engelsk af Astrid Heise-Fjeldgren. Bogen er anden bog af otte i serien S, P eller K.

## Handling
Vi befinder os i Cornwall i England. Rebecca går på en skole i Cornwall (Torpoint). Hun har en gruppe venner; Squigde, Mac (hendes kæreste), Lia, og Cat, og de kalder alle Rebecca for Becca. De er alle bedste venner.
Skolen vil holde en musical – Grease. Becca vil være Sandra Dee, men da hun står deroppe, lukker klappen ned, og alt går sort. Hun har glemt teksten. Hun bliver tilbudt en plads i koret, men hun er ikke tilfreds. Hun skal ALDRIG til nogen form for audition igen. 
Det kan hun ikke holde, da Squigde leger S, P eller K, får hun alle vennerne til at stille op i sangkonkurrencen ”Popprins og Popprinsesse”, og så må Becca til at tage sig sammen og deltage med en sang. Vennerne gør det kun for sjov, men alligevel ryger Becca og Cat videre til næste runde.
Næste runde igen taber Cat, men Becca ryger endnu en gang videre. Nu bliver det alvor for Becca. Hun skal til London. Det er lige op til jul, og efter en masse besvær får Becca lov til at deltage i denne konkurrence af sine forældre, og finder et sted at bo.
Hun går videre til næste del. Semifinalen. Jade, der er den onde pige fra skolen, får nogen af deltagerne vendt imod hende, og alt går lidt skidt. Den hårde dommer nærmest terper hende til døde, Jade er led og hun er ved at få kolde fødder. Men så sker det; Becca ryger ud af konkurrencen. Alt går sort for hende, og hun går fuldstændig ned. Men en dag ringer telefonen, og det er en af dommerne, der er i røret. Hun får at vide, at hun er kommet ind i konkurrencen igen, og så er hun selvfølgelig glad. Så sker det. Hun er i finalen mod jade og nogle andre.

## Personkarakteristik

### Rebecca
(Becca) er en pige uden selvtillid. Hun er 14 år, og hun er Catherines (Cats) bedste veninde og er meget smuk. Hun synger meget godt, og hun er enebarn. Og vigtigst af alt; Alle drengene er vilde med hende. Hendes kæreste er Mac. Hun er flink og sød men nogle gange kan hun være en rigtig mokke.

### Mac
Mac er en frisk dreng men når det kommer til stykket er han også lidt sur og han er også jaloux. Hans kæreste er Rebecca(Becca).